# Secretaria General d'Institucions Penitenciàries
La Secretaria General d'Institucions Penitenciàries d'Espanya és un organisme de caràcter estatal encarregat de l'Administració Penitenciària. Depèn directament del Ministeri de l'Interior a través de la Secretaria d'Estat de Seguretat.

## Història
Antecedents
Els seus orígens estan en la "Direcció general de Presidis" creada en 1834, i reanomenada en 1901 com a Direcció general de Presons Durant la Dictadura de Primo de Rivera va ser breument denominada com a "Inspecció General de Presons". En els primers anys va dependre de diversos organismes estatals, però a partir de 1889 va passar a dependre definitivament del Ministeri de Gracia i Justícia. Durant la Segona República, a l'octubre de 1935 l'organisme va ser suprimit i les seves funcions van ser assumides per la Direcció general de Justícia; en el seu lloc es va crear una Subdirecció de Presons. Aquesta situació no va durar molt temps i al febrer de 1936 tornava a restaurar-se la Direcció general de Presons.
Durant la Guerra Civil Espanyola l'administració central de la Direcció general de Presons va quedar en zona republicana, per la qual cosa en la zona revoltada es va crear una nova institució: en 1938 es va crear el Servei Nacional de Presons, organisme que depenia del Ministeri de Justícia però que estava molt influït pels militars. Després del final de la contesa, la Dictadura franquista va recuperar l'antiga denominació de Direcció general de Presons. Máximo Cuervo Radigales, director general de Presons entre 1938 i 1942, va reorganitzar els serveis carceraris primer en la zona franquista i després en tot el territori nacional després del final de la contesa. En aquest context l'administració carcerària es va trobar amb el problema d'una població reclusa molt nombrosa, i amb una greu escassetat de personal, per la qual cosa es van convocar noves places per a ex-combatents del bàndol franquista. A això cal sumar la depuració que va sofrir el cos de funcionaris de presons durant la dictadura.
Per decret de 1968 la Direcció general de Presons va passar a denominar-se Direcció general d'Institucions Penitenciàries. Fins a 1977 la institució va existir sota aquest nom. Un canvi important es va produir el 1996, ja que aquest any va passar a dependre directament del Ministeri de l'Interior i no de Justícia, com ho havia fet fins llavors. L'11 de juliol de 2008 un decret governamental va remodelar la seva estructura interna i la va elevar al rang de secretaria general.

## Estructura
Depenen de la secretaria general els següents òrgans:
- La Subdirecció General de Tractament i Gestió Penitenciària.
- La Subdirecció General de Penes i Mesures Alternatives.
- La Subdirecció General d'Inspecció Penitenciària.
- La Subdirecció General de Relacions Institucionals i Coordinació Territorial.
- La Subdirecció General de Recursos Humans.
- La Subdirecció General de Serveis Penitenciaris.
- La Subdirecció General de Coordinació de Sanitat Penitenciària.

### Organismes adscrits
- L'entitat de dret públic Treball Penitenciari i Formació per a l'Ocupació. Arxivat 2019-11-03 a Wayback Machine.

## Llista de secretaris generals des de 1991
- Antoni Asunción Hernández (1991-1993) - Secretari General d'Assumptes Penitenciaris al Ministeri de Justícia, Secretari d'Estat des de juliol de 1993 -
- Paz Fernández Felgueroso (1993-1996) - Secretària d'Estat d'Assumptes Penitenciaris al Ministeri de Justícia -
- Ángel Yuste Castillejo (1996-2004)
- Mercedes Gallizo Llamas (2004-2011)
- Ángel Yuste Castillejo (2011-2018)
- Ángel Luis Ortiz González (2018-)